# Zeus (Marvel Comics)
Zeus es un personaje que aparece en los cómics estadounidenses publicados por Marvel Comics. Está basado en el dios Zeus de la Mitología griega.
Russell Crowe interpreta al personaje en la película del Universo cinematográfico de Marvel Thor: Love and Thunder (2022).

## Historial de publicaciones
La versión cómic de Zeus está basada en el dios del mismo nombre de la mitología griega. Zeus aparece por primera vez en Venus #5 (junio de 1949) y fue adaptado por Stan Lee y Jack Kirby.

## Biografía del personaje ficticio
Zeus es el hijo más joven Cronos y Rea, los hijos del dios del cielo Ouranos y la diosa anciana Gaea (también conocida como "Madre Tierra"). Su padre Cronos subió al poder en la dimensión que más tarde se conocería como el Olimpo, después de haber herido fatalmente a su propio padre Ouranos. Mientras agonizaba, Ouranos profetizó que uno de los hijos de Cronos lo derrocaría a su vez, por lo que Cronos comió a cada uno de sus hijos cuando nacieron. Su esposa Rea escondió a Zeus, su sexto hijo, en el Monte Liqueo en Arcadia, y engañó a Cronos para que comiera una piedra en lugar del infante Zeus. Mientras tanto, el infante Zeus fue confiado en secreto a su abuela Gea para su custodia, y fue escondido en las Cuevas de Dicte en la colina del Egeo de Creta. Allí Zeus creció hasta la edad adulta y luego planeó su venganza contra Cronos. Zeus, por venganza, bajó al Tártaro y liberó a sus hermanos: Hades, Hestia, Hera, Poseidon y Demeter, todos ahora crecidos hasta la edad adulta, así como los tres Cíclopes, y los gigantes de trescientos brazos llamados Hecatónquiros, que también había encarcelado. Los Cíclopes les dieron a los tres dioses sus respectivas armas (el rayo de Zeus, el tridente de Poseidón y el Yelmo de la Oscuridad de Hades) y le enseñaron cómo manejar sus poderes manipuladores de energía, y Zeus condujo a sus aliados en una guerra de diez años contra Crono y los Titanes. Después de ganar la guerra, Zeus encarceló a Crono y a la mayoría de los titanes varones en el Tártaro. Zeus dibujó un montón con sus hermanos Hades y Poseidón, y se convirtió en gobernante supremo de los dioses olímpicos, su dimensión y el cielo. Zeus se casó con Hera, pero se involucró en muchas relaciones con diosas y mujeres mortales por igual, enojando a su esposa celosa. Algunos de sus hijos de estas uniones eran dioses, y se unieron al panteón olímpico, Helena de Troya y el héroe Hércules que finalmente se convirtió en un dios.
En algún momento durante el ascenso de Zeus al poder, Zeus encarceló a Nyx hasta el día en que el Sol se separó de la Tierra.
Después de la Edad de Hiboria, la antigua civilización griega comenzó a surgir, por lo que Zeus les hizo conocer a los dioses olímpicos para obtener su culto. Zeus descubrió el principal nexo entre la dimensión olímpica y Grecia estaba en la cima del Monte Olimpo de Grecia, cerca de Olimpia, la ciudad principal de los Eternos de la Tierra. Zeus y su hija Atenea se encontraron con Zuras, el líder de los Eternos, y su hija Azura. Dado el parecido físico entre los Eternos y los Olímpicos, ambos partidos formaron una alianza, con los Eternos actuando representando a los dioses en la Tierra. Zuras pronto decretó que Azura se convirtiera en Thena. Sin embargo, los humanos comenzaron a pensar en los Eternos como los dioses olímpicos mismos y no meramente en sus representantes, lo que provocó un creciente resentimiento de los dioses hacia los Eternos que finalmente estalló en guerra por un tiempo. El cristianismo eventualmente se convirtió en la religión dominante del Imperio Romano, y Zeus decidió que los dioses olímpicos romperían la mayoría de sus lazos con la Tierra, excepto por Poseidón, quien continuaría vigilando a sus adoradores en la Atlántida. Durante la guerra de Troya, Zeus luchó contra Thor, quien accidentalmente fue transportado allí. Hades deploraba el decreto de Zeus y desafiaba la supremacía de Zeus muchas veces. Hace un milenio, Hércules transportó a una banda de soldados de la antigua Grecia a través del tiempo para luchar contra los escandinavos que estaban bajo la protección del dios asgardiano Thor, lo que llevó a la guerra entre los asgardianos y los olímpicos. Zeus se reunió secretamente con el gobernante asgardiano Odín, y los dos dioses mayores pusieron fin a la guerra y formaron una alianza para defender a la Tierra de los Celestiales.
La primera representación de Zeus en cómics modernos muestra su primer encuentro con Thor. Detiene una pelea entre Hércules y Thor con su rayo y les hace estrechar la mano en señal de amistad. Más tarde, Zeus no pudo romper el "contrato olímpico" de Hércules con Plutón. Zeus más tarde exilió a Hércules a la Tierra durante un año por ir a la Tierra sin permiso, a pesar de que la Encantadora había tomado el control de la mente de Hércules, pero luego fue exiliado con los otros dioses olímpicos a otra dimensión por Tifón. Fue rescatado por Hércules, revocó el exilio de Hércules y envió a Tifón a Tarterus. Zeus luego frustró el intento de Plutón de conquistar la Tierra. Zeus fue derrocado más tarde por una alianza de Ares y la Asgardiana Encantadora, y fue devuelto al poder por los Vengadores. Zeus resistió un intento fallido de Ares y Plutón de fomentar la guerra entre el Olimpo y Asgard. Zeus también frustró una conspiración de Plutón, Ares e Hippolyta para derrocarlo. Más tarde, Zeus reveló un pacto hecho hace milenios para terminar la guerra entre Asgard y el Olimpo. También reveló una alianza con Odín y los otros dioses del cielo contra los Celestiales, quienes habían amenazado con cerrar la Tierra a los Dioses, lo que significa que varios Padres Celestes crearon la armadura del Destructor, e impartió una parte de su poder a Thor junto con otros dioses para resucitar a Odín y los Asgardianos, que habían sido asesinados por los Celestiales mientras estaban en la armadura del Destructor. Zeus más tarde apareció y le enseñó a Hércules una lección sobre su responsabilidad con los mortales. Más tarde atacó a los Vengadores e intentó arrojarlos al Tártaro, culpándolos de que Hércules entrara en coma. Después de atacar a Hércules accidentalmente, decidió que los olímpicos no deberían visitar la Tierra.
Olimpo fue atacado más tarde por las fuerzas del dios del mal japonés, Amatsu-Mikaboshi. Mikaboshi también robó a Alexander, el hijo de Ares, y le lavaron el cerebro a Alexander para que se convierta en su Dios de la Guerra personal. Al final, sin embargo, gracias al amor de Ares por su hijo y al poder de Zeus, Alexander se liberó y aparentemente mató a Mikaboshi. Sin embargo, tuvo un precio muy alto, ya que Zeus aparentemente sacrificó su vida para hacerlo, fue apuñalado dos veces por los zarcillos oscuros de Mikaboshi, y su cuerpo no fue encontrado.
Durante la historia del Dark Reign, se reveló que Plutón tiene a Zeus prisionero y lleva a cabo un juicio en su contra con Hércules ayudando a su padre. El jurado está formado por los enemigos de Zeus, con Plutón como fiscal. Finalmente, Zeus es condenado, y bebe de buena gana del río Lethe, lo que le hace perder la memoria y renunciar a su corona a Plutón. Después de beber de las aguas, escapa y renace como un adolescente, con Hércules y Atenea dándose cuenta de que el renacido Zeus necesita estar escondido de Hera. El niño Zeus acompaña a Hércules en una aventura en Svartalfheim, donde se disgusta con los modos aparentemente inocentes de su hijo, y expresa admiración por Thor. Al conocer a Thor, está convencido de que Hércules mismo tiene virtudes.
El arma Continuum de Hera se revela como un dispositivo para recrear el universo en una versión mejorada, destruyendo el existente en el proceso. Hércules, Amadeus Cho, Zeus y Atenea se unen a un grupo de Vengadores en un asalto a la sede del Grupo Olimpo. Combaten guerreras amazonas junto a Quicksilver antes de ser capturado por Tifón. El conocimiento del regreso de Zeus aturde a Hera y logra convencerla de detener la máquina de Continuum. Antes de que ella pueda hacerlo, Tifón revela que ahora está libre de su control. Hera y Zeus intentan matarlo con su rayo, pero se refleja y Hera muere. Typhon revela que lleva la coraza Aegis y también mata a Zeus. Las almas de los dos dioses se ven en compañía de Thanatos, reunidos y siendo llevados al inframundo.
Durante la historia de la Guerra del Caos, Zeus, Hera y Ares están entre los personajes muertos que lanza Pluto para ayudar a defender el inframundo de Amatsu-Mikaboshi. Cuando Amatsu-Mikaboshi llegó, él arrancó el corazón de Zeus otra vez. Zeus, Hera y Ares aparecen entre los dioses esclavos de Amatsu-Mikaboshi, que habían mejorado las habilidades de los atletas olímpicos muy por encima de su destreza real. Zeus golpea rápidamente a Galactus al suelo a través de un rayo masivo y ataques físicos. Después de que Hércules derrota a Mikaboshi, restaura a Zeus junto con el resto del universo.
Bruce Banner, debido a que su familia es crucial en la lucha para salvar el universo y recibir daños severos al hacerlo, atrae a Hércules para que lo ayude a sanar a A-Bomb y Red She-Hulk de su locura. Después de que Hércules afirma que solo Zeus puede hacerlo, Hulk comienza a vagar por el Monte Olimpo, con la intención de pedirle a Zeus que salde su deuda y es atacado por hordas de deidades griegas y monstruos míticos como la línea de defensa del Monte Olimpo. Después de que esto falla, Zeus se enfrenta a Hulk y logra vencerlo severamente en un solo combate, con lo que tortura al luchador ya caído al permitir que los buitres lo devoren continuamente vivo (de manera similar a Prometeo), mientras se regodea que Hulk estaba "gimiendo" y que su sacrificio intencionado para sus amigos era la "religión equivocada". Sin embargo, Zeus permite a su hijo favorito, Hércules, rescatar a su cautivo ya que cree que su existencia como Hulk ya es un terrible "castigo".
Zeus asume la forma de Tormenta como un disfraz para uno de su apareamiento con mujeres mortales. Durante uno de ellos, Hermes llega diciéndole a Zeus que Hércules había irrumpido en la empalizada de armas de Ares y se había llevado algunas de las armas allí.
Mientras dormía con otra mujer, Zeus fue despojado de poder por su esposa Hera debido a su infidelidad y mujeriego. Más tarde aparece, borracho y con sobrepeso, en el bar y restaurante donde trabaja Hércules. Mientras tanto, Hércules descubre que Elektra roba un artefacto de museo de las etiquetas Hand y Zeus. Después de luchar contra los ninjas de la Mano, Hércules descubre, a través de Kingpin, que Elektra está robando artefactos místicos para Baba Yagá, una bruja que absorbe la magia de los artefactos para recuperar su juventud. Hércules logra localizar a Baba Yagá después de que Elektra le roba sus armas. Al llegar a la casa de Baba Yagá, Herc y Zeus se separan, y Zeus es hecho prisionero. Hércules luego logra derrotar a Baba Yagá, con la ayuda de Elektra. Herc luego deja que Zeus absorba la magia de los artefactos, restaurando sus poderes divinos. Como agradecimiento, Zeus le ofrece a Herc la oportunidad de recuperar su divinidad, pero él la rechaza y se separan.
A la luz de los eventos de "Avengers: No Surrender", Nyx: Diosa de la Noche escapó de su encarcelamiento con sus hijos y comenzó a matar a los Olímpicos. Oizys usó sus poderes para colocar a Zeus en un estado de desesperación. Antes de que Nyx matara a Zeus, prometió que Hércules y los "Vengadores de los Agraviados" lo vengarían.

## Poderes y habilidades
Zeus pertenece a una raza extradimensional de extraterrestres conocidos tanto entre ellos como a los mortales como los olímpicos, también conocidos simplemente como los dioses griegos, los dioses greco-romanos o los dioses romanos. Zeus posee poder en una escala cósmica superior a la de cualquier otro atleta olímpico y es igual a seres como Galactus, los Celestiales, el Extraño y Odin. Como todos los atletas olímpicos, Zeus tiene atributos físicos sobrehumanos de fuerza, resistencia y velocidad, aunque es más fuerte que los demás atletas olímpicos, con la excepción de su hijo semidiós Hércules. Su súper velocidad le permite correr y volar a velocidades que superan la velocidad del sonido y posiblemente alcanzan la velocidad orbital., aunque no es exclusivamente un velocista como el mercurio mutante o su hijo el Mensajero Dios Hermes, que es considerablemente más rápido que Zeus de la misma manera que Hércules es más fuerte; su resistencia le permite ejercer rigurosamente durante horas, posiblemente días, sin cansarse. Su superior súper fuerza olímpica le permite enfrentarse a prácticamente cualquier enemigo con superpoder, y toda la fuerza de la magia de Zeus es lo suficientemente poderosa como para hacer tambalear a Galactus; aunque él no es ni invencible ni omnipotente, y puede ser derrotado por deidades más viejas o por seres cósmicos de poder divino. Zeus es virtualmente inmortal en el sentido de que no envejece, es inmune a todas las enfermedades conocidas y a las toxinas terrestres, y no puede ser asesinado por medios convencionales. Él, como todos los atletas olímpicos, puede regenerarse a un ritmo acelerado y posee cierta resistencia a la magia debido a su naturaleza divina, de otro mundo y su resiliencia innata.
Zeus posee la capacidad de manipular grandes cantidades de energía cósmica y mística para una variedad de propósitos, incluido el aumento temporal de sus habilidades físicas sobrehumanas, disparando poderosos rayos de energía de fuerza eléctrica, cambiando su forma y tamaño a voluntad, abriendo y cerrando interdimensional aperturas, enviándose a sí mismo y a otros a través de estas dimensiones, creando montañas, otorgando capacidades y propiedades sobrehumanas a seres vivos u objetos inanimados, y el poder de generar grandes cantidades de energía eléctrica y descargarla como rayos. Zeus también puede controlar las energías místicas de la vida de otros dioses olímpicos, y ha eliminado y restaurado muchas de las cualidades divinas de su hijo Hércules varias veces en el pasado. Zeus posee habilidades precognitivas limitadas que le permiten vislumbrar varios futuros alternativos. Zeus también es un excelente combatiente cuerpo a cuerpo, con miles de años de experiencia a su disposición, y es virtualmente invencible lanzando rayos. Zeus empuña el armamento olímpico fabricado por Hefesto desde una adamantina virtualmente indestructible, ya veces cabalga en un carro místico dibujado por caballos mágicos capaces de volar y atravesar las dimensiones.

## En otros medios

### Televisión
- Zeus aparece en el segmento de Thor del programa The Marvel Super Heroes.
- Zeus aparece en el episodio de The Super Hero Squad Show, "Support Your Local Sky-Father", con la voz de Travis Willingham.[28] Loki disfrazado de Gyros engaña a Zeus para que organice una competencia entre Thor y Hércules.
- Zeus aparece en el episodio de What If...?, "What If... Howard the Duck Got Hitched?", con la voz de Darin de Paul.[29]El fue uno de los personajes que buscaban el huevo que contenía al bebé de Howard el pato y Darcy Lewis. Cuando el huevo comenzó a atacar a quienes lo atacaban, Zeus huye diciendo que tiene una orgía a la que asistir.

### Película
Russell Crowe es elegido para interpretar a Zeus, comenzando con Thor: Love and Thunder (2022). Esta versión del dios griego es un individuo hedonista e egocéntrico que considera que lo más importante son sus fiestas de orgías, que el bienestar del universo, incluso hasta tal punto de no importarle en lo más mínimo la creciente amenaza del alienígena extremista Gorr el Dios Carnicero, además de que es el líder de un consejo corrupto presidido por dioses de distintos panteones del universo. Thor es un gran fan de esta deidad por ser muy parecido a él en temas de dioses del trueno de sus respectivas culturas, pero luego que Zeus se negara a ayudar a los héroes en contra Gorr el Dios Carnicero, Thor, Jane, Valquiria y Korg no tienen más remedio que pelear en contra de Zeus y sus guardias, pero en medio de la lucha, Zeus usando su Rayo destruye el cuerpo de roca de Korg lo que a su vez desata la furia de Thor, momentos después, Zeus intenta atacar a Thor con su rayo con plena intención de matarlo, sin embargo el dios asgardiano del trueno atrapa el Rayo de Zeus y canaliza su poder del trueno para rápidamente lanzarle devuelta el rayo a Zeus y hiere mortalmente a su ex-ídolo en el pecho. Un tiempo después y en una escena a mitad de créditos, se revela que Zeus sobrevive al ataque perpetrado por Thor y donde este es atendido medicamente por sus mujeres, pero a raíz del incidente previo, Zeus decide enviar a su hijo Hércules con la misión de asesinar a Thor hasta el punto de que la humanidad vuelva a tener fe en los dioses paganos de la Antigüedad y repudie el concepto de superhéroes de la actualidad.